# الرابطة الإسلامية في بريطانيا
الرابطة الإسلامية في بريطانيا (MAB) هي منظمة إسلامية في المملكة المتحدة انشئت في عام 1997. ويبلغ عدد فروعها 11 في أنحاء بريطانيا، يشغل عدد من أعضائها البارزين عضوية مجالس أمناء عدد من المساجد في المملكة المتحدة، يرأسها المؤسس الدكتور كمال الهلباوي المتحدث الرسمي السابق باسم التنظيم العالمي للإخوان المسلمين في الغرب.

## عن الرابطة
تسعى رابطة مسلمي بريطانيا إلى تعزيز ونشر مبادئ التفاعل الإيجابي للمسلمين مع جميع عناصر المجتمع، ليصبح معبرًا عن المشروع وإبلاغ رسالة الإسلام الصحيحة دون تشويه.
- يهدف برنامج رابطة مسلمي بريطانيا إلى "تعزيز ونشر مبادئ التفاعل الإيجابي للمسلمين مع جميع عناصر المجتمع، ليصبح معبرا عن المشروع وابلاغ رسالة الإسلام الصحيحة دون تشويه.
- نفت الرابطة الإسلامية في بريطانيا انتمائها إلى تنظيم الإخوان المسلمون.[1] [2]
- رئيسها المؤسس الدكتور كمال الهلباوي المتحدث الرسمي باسم التنظيم العالمي للإخوان المسلمين في الغرب
- يرأس الرابطة هو الأمين بلحاج.[3] رأس أنس التكريتي الرابطة لفترة.
- رابطة مسلمي بريطانيا تعارض طلب الولايات المتحدة لتسليم بابار احمد، وهو اخصائي في المملكة المتحدة قد اتهم بإنشاء مواقع الويب التي تحث المسلمين إلى «قتل الأمريكيين وحلفائهم»
- (MAB) أحد الأعضاء المؤسسين للمجلس الإسلامي في بريطانيا (MCB)، واتحاد المنظمات الإسلامية في أوروبا (FIOE) الهيئة الاستشارية الوطنية للأئمة والمساجد (MINAB).

## أنشطة مناهضة للحرب
- إلى جانب «تحالف وقف الحرب» (stwc) وحملة «نزع السلاح النووي»، قد شاركت الرابطة في تقديم مختلف التظاهرات المناهضة لغزو واحتلال العراق.
- أول عمل للرابطة مع «تحالف وقف الحرب» (stwc) في عام 2002 عندما وافقت على ضم تظاهرة قامت الرابطة بتنظيمها للاحتفال بالذكرى السنوية الثانية لاندلاع الانتفاضة الفلسطينية مع مظاهرة «تحالف وقف الحرب» (stwc) التي خططت لها ضد حرب العراق وقت الجلسة الافتتاحية لحزب العمال.
- في آذار/مارس قامت التظاهرة تحت شعارات ثنائية لا تهاجم العراق والحرية لفلسطين.

## التأييد السياسي
- وهي تشجع اعضاؤها للتصويت في الانتخابات بطرق معينة حيث انها تؤيد العمالي «كين ليفينغستون» لعمدة لندن، هذا فيما يتعلق بلندن، وحزب الخضر من انكلترا وويلز في جنوب شرق إنجلترا.
- وفي عام 2004، رئيس الرابطة أنس التكريتي رشح نفسه ليصبح مرشحا لانتخابات البرلمان الأوروبي بالنسبة لمنطقة Yorkshire وHumber ولكنه لم ينتخب
- حيث ان المسلمين يشكلون حاليا أكثر من 10 ٪ من السكان المحليين ل40 مقعدا سياسيا، ورابطة مسلمي بريطانيا تعتقد الناخبين المسلمين يمكن ان يؤتروا في نتائج ال 40 مقعدا.
- أسامة سعيد المتحدث الإسكتلاندي باسم رابطة مسلمي بريطانيا أعد مقالا نشرته صحيفة «غارديان» البريطانية الثلاثاء 25-5-2004 تحدث فيه عن التحول في توجهات أصوات المسلمين في الانتخابات البريطانية، حيث لم تَعُد هذه الأصوات حكرا على حزب العمال، وإنما جاهزة للانضمام لأي حزب آخر يحقق آمالهم.

## آراء ومواقف
وقفت الرابطة ضد شن الحرب على العراق عام 2003م.
خلال فترة اندلاع ثورة 17 فبراير في ليبيا وقفت الرابطة مع التدخل العسكري الأجنبي من قبل القوات البريطانية والناتو في ليبيا. وجاء في البيان ان «الماب (الرابطة الإسلامية في بريطانيا) تحيي القوات المسلحة البريطانية لدورهم في مساعدة الشعب الليبي».

## وصلات خارجية
- الموقع الرسمي علي الويب
- الإخوان في أوروبا ومسيرة المراجعات.. بريطانيا نموذجا، إسلام أون لاين، 9 أغسطس 2008م
- مسلمو بريطانيا يستعدون لاستثمار «أصواتهم»، شبكة إسلام أون لاين
- أنس التكريتي صوت مسلمي بريطانيا بـ البرلمان الأوربي، البصرة
- المسلمون والانتخابات البريطانية، برنامج من أوروبا، قناة الجزيرة
- كلمة أ/ حامد أبو النصر المرشد العام للإخوان المسلمين في جمعية الطلبة المسلمين (لندن) فيديو1، موقع تراث الإخوان
- المسلمون والانتخابات البريطانية، برنامج من أوروبا، قناة الجزيرة، 2 مايو 2005